# Tàntal (novel·la)
Tàntal és una novel·la catalana de 1928 escrita per Miquel Llor. Es tracta d'una novel·la iniciàtica, de construcció de personatge, un Bildungsroman. És una novel·la psicològica que té una clara influència dels autors europeus moderns: Freud, Marcel Proust, Dostoievski i Virginia Woolf. És una de les primeres novel·les catalanes modernes que intentaven donar embranzida a una nova novel·la més moderna per competir amb el realisme i dotar-la de nous temes, tècniques i horitzons.